# Karlsrofältet
Karlsrofältet var en idrottsplats i stadsdelen Änggården i Göteborg under närmare sextio år på 1900-talet. Platsen är belägen precis söder om Annedalsmotet, som kopplar samman Dag Hammarskjöldsleden med Per Dubbsgatan som går upp mot Sahlgrenska sjukhuset.
Namnet kommer av järnbäraren Carl Jonsson och kan spåras till åtminstone 1834 som Carlsro. Jonsson arrenderade ett stycke mark som avsöndrats från den närliggande Malmgården.

## Historia
I början av 1900-talet iordningställdes del av Änggårdsplatsen till ett mindre lekfält. I oktober 1904 utökades detta till att även omfatta en "reglementsenlig fotbollsplan". IFK Göteborg, som startat sin verksamhet ett par år tidigare, fick då omgående en hemmaplan. Även Annedals IK tränade här. Här spelade IFK Göteborg fyra vänskapsmatcher under hösten 1904, som man vann med målskillnaden 8–2. Planen var kanske stadens mest svårspelade med en kuperad östra sida, så höjd över den övriga planen att spel på kanterna blev mycket svårt. Karlsro användes för seriematcher 1907–1909 av Göteborgs Fotbollförbund. Då IFK Göteborg vann Svenska mästerskapet 1908 flyttade man i huvudsak träningarna till Idrottsplatsen. Sällskapet för Friluftslekar lånade gratis ut bollar vid Karlsro, länge en viktig del av det göteborgska fotbollslivet.  

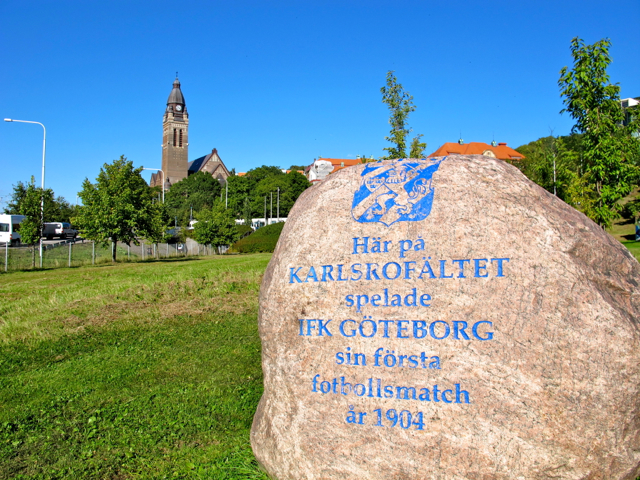
Karlsrofältet invid Änggården där IFK Göteborg spelade sin första match 1904. I bakgrunden Annedalskyrkan.

I Idrottsmuseets årsbok 1990 beskrivs de tidiga förhållandena på Karlsrofältet: Någon idealisk träningsplats var förstås inte Karlsro, omklädsel fick ske under bar himmel och alltför mycket folk på planen störde ofta övningarna. Minnesgoda pionjärer talade sedan ofta om all den tid som gick åt att leta efter bollen — man hade för det mesta bara en sådan — när den hamnat i någon av rågåkrarna som dröjt sig kvar söder om fältet.
Under krigsåren 1914–1918 var Karlsro närmast bara ett lekfält, men efter kriget blev det åter en flitigt använd arena.
Då Heden inte var tillgänglig för fotboll 1922–1923, tvingades Göteborgs Fotbollsförbund åter använda Karlsro för en del av sina seriematcher.
Den 18 mars 1923 blev det publikrekord då IFK förlade sin årsdebut till sin gamla hemmaarena. Närmare 4 000 personer fick se IFK utklassa Göteborgs BIS med 7–0.
Shell hade en bensinstation i områdets sydvästra del under 1940-talet.
Spårvagnsviadukten från Sahlgrenska ner mot Dag Hammarskjöldsleden blev klar 1989. Dessförinnan fanns enbart en viadukt för bilar. Den nya länken i spårvägsnätet påbörjades under hösten 1987, från Sahlgrenska Sjukhuset i Per Dubbsgatan mot Änggården–Botaniska trädgården. Därmed kunde trafiken släppas på till de västra förorterna Högsbo, Frölunda och Tynnered. Lösningen krävde att en ny viadukt över Dag Hammarskjöldsleden byggdes, med en ganska brant stigning på nära 50 promille från tidigare Säröbanans spår upp på viadukten. Den 600 meter långa förbindelsen kostade 49,6 miljoner kronor och invigdes den 20 augusti 1989.
Vid årsskiftet 2001–2002 kom en ny trafiklösning (Annedalsmotet) med spårväg ner till Linnéplatsen, då fotbollsplanen förvandlades till parkeringsplats genom att den belades med makadam. IFK reste 1982 en sten på Karlsrofältet till minne av sin första hemmaplan, avtäckt av ordföranden Gunnar Larsson samt Alf Skånberg.

## Framtiden
I planerna att utveckla Sahlgrenska sjukhuset och bland annat förbättra kapaciteten för kollektivtrafiken på Per Dubbsgatan vid sjukhuset, har man undersökt flera olika alternativ. 2014 rekommenderades ett förslag om att bygga en biltunnel under Medicinareberget, med ena mynningen i närheten av koloniområdet vid Guldhedsgatan och den andra vid platsen för Karlsrofältet.
År 2021 lades det fram ett förslag om att bebygga området vid Karlsrofältet med 150 bostäder i samma stil som de intilliggande engelska radhusen.